# Cherchez la femme
Cherchez la femme est une expression connue sous sa forme française dans des ouvrages écrits en anglais, en italien et dans plusieurs autres langues. La signification est que l'homme se comporte d'une façon inexplicable parce qu'il essaie de dissimuler une aventure avec une femme, ou bien essaie d'impressionner ou de gagner les faveurs d'une femme. Dans la littérature policière, l'enquêteur qui comprend où « chercher la femme » parvient à résoudre l'énigme.

## Origine
L'expression vient du roman Les Mohicans de Paris (1854) par Alexandre Dumas. La première utilisation dans le roman est :

« Cherchez la femme, pardieu ! Cherchez la femme ! »

La phrase est répétée à plusieurs reprises dans le roman. Dumas a également employé l'expression dans son adaptation théâtrale de 1864, où on peut lire :

« Il y a une femme dans toutes les affaires ; aussitôt qu'on me fait un rapport, je dis : « Cherchez la femme ! » »

Dumas a utilisé une formulation en fait déjà popularisée par le lieutenant général de police Antoine de Sartine (1729-1801). L'idée n'en était pas nouvelle, puisque son expression la plus ancienne se trouve chez Juvénal (fin du Ier siècle - début du IIe siècle de notre ère) dans sa Satire VI, 242 : nulla fere causa est in qua non femina litem mouerit (« Il est peu de procès où l’ardente chicane/ d’un sexe querelleur n’ait emprunté l’organe. »).
La formule est tellement courante qu'elle fait figure de proverbe au XIXe siècle, par exemple dans cette Lettre n° 122 aux députés de l'Assemblée nationale réclamant le vote d'une loi autorisant le divorce et datée du 1er septembre 1876 : « N’est-ce pas le moment de rappeler les paroles profondément justes du jurisconsulte : "À côté de tous les crimes, il y a la femme, cherchez la femme et vous trouverez le coupable." »

## Littérature
L'expression correspond à un cliché du roman policier : quel que soit le problème, une femme en est souvent la cause. Elle est citée dans diverses enquêtes de Sherlock Holmes.
L'écrivain québécois Ubald Paquin intitule « Cherchez la femme » le troisième chapitre de son roman La Cité dans les fers (1926). Ce chapitre commence ainsi : « Dans toutes les catastrophes, dit la Sagesse des Nations, cherchez la femme. »
L'expression est paraphrasée en italien puis citée en français dans le texte par Carlo Emilio Gadda au début de son roman L'Affreux Pastis de la rue des Merles (1957).
Elle apparaît plusieurs fois dans les œuvres d'Agatha Christie, mais aussi de James Ellroy, notamment dans Le Dahlia noir et dans American Death Trip.
C'est également le titre d'un roman d'Alice Ferney (2013).

## Cinéma, télévision, vidéo
- Cherchez la femme est un film de 1955 de Raoul André
- Dans l'épisode spécial Noël de la série Sherlock (intitulé The Abominable Bride), Mycroft Holmes prononce cette phrase. Dans l'épisode Les Chiens de Baskerville, Sherlock y fait référence en disant « Cherchez le chien ».
- Dans le film Le Commissaire de Luigi Comencini (1962), le personnage principal prononce cette expression.
- Cherchez La Femme (en) : chanson du groupe Dr. Buzzard's Original Savannah Band (en) (chanteur : Cory Daye) de 1976, interprétée ensuite par d'autres artistes.
- Cherchez la femme est un programme de télévision français de la Cinq présenté par Christian Morin et Amanda Lear (1986).
- Dans le jeu vidéo Fallout: New Vegas (2010), si l'on joue un personnage féminin, il est possible de choisir l'aptitude « Cherchez La Femme » (en français dans le texte) qui inflige davantage de dégâts aux PNJ féminins et débloque parfois des options de dialogue offrant, la plupart du temps, des possibilités de flirt ou de rapports lesbiens.
- Dans le jeu Overwatch, le personnage nommé Fatale possède une interaction durant laquelle elle prononce cette expression.
- Cherchez la femme est un film de 2017 réalisé par Sou Abadi.